# Misumenops bellulus
Misumenops bellulus là một loài nhện trong họ Thomisidae.
Loài này thuộc chi Misumenops. Misumenops bellulus được Richard C. Banks miêu tả năm 1896.